# Killruddery House
Killruddery House (también escrito "Kilruddery") es una gran casa de campo situada en las afueras del sur de Bray, en el condado de Wicklow (Irlanda), a unos 20 km al sur de Dublín. La estructura actual es una mansión de varias naves orientada al sur, que data originalmente del siglo XVII, pero fue remodelada y ampliada en 1820 en estilo isabelino. Está construida en una, dos, tres y cuatro plantas, en forma de cuadrángulo irregular que rodea un patio. Al norte, un ala de oficinas incorpora la parte del siglo XVII, y al sur y al oeste se encuentra un gran invernadero abovedado, el invernadero de naranjos, diseñado por William Burn alrededor de la década de 1850. La casa se encuentra dentro de una gran finca ajardinada que cuenta con un par de estanques reflectantes paralelos de 167 metros de largo en el jardín sur.

## Historia

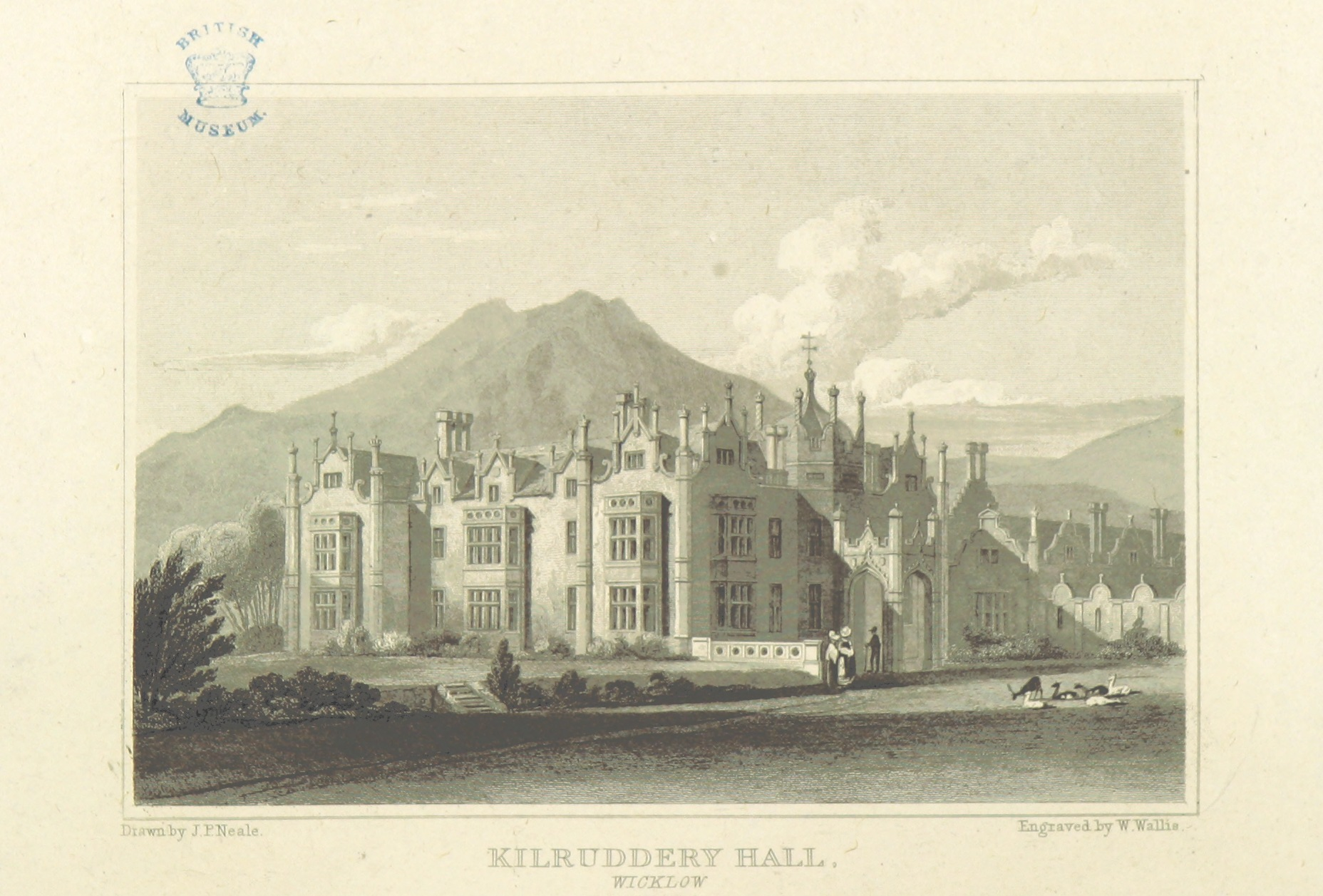
Kilruddery en 1818

En 1534, Sir William Brabazon, de Leicestershire, fue destinado a Irlanda como vicetesorero. Más tarde, en 1539, tras apoyar enérgicamente los esfuerzos del rey Enrique VIII por romper con Roma y la disolución de los monasterios, Brabazon se hizo con la propiedad de la abadía de Santo Tomás de Dublín, cuyas tierras incluían Killruddery.
En 1618, el terreno fue cedido a su bisnieto, también William Brabazon (c. 1580-1651), quien fue nombrado primer conde de Meath en 1627. El segundo conde de Meath (1610-1675) construyó una nueva casa en Killruddery en 1651 para reemplazar una que se había incendiado durante la guerra civil seis años antes. Imágenes contemporáneas muestran un edificio de cinco tramos orientado al este.
John Brabazon, décimo conde de Meath, llevó a cabo una extensa reconstrucción de la casa entre 1820 y 1830. Los arquitectos Sir Richard Morrison y su hijo William Vitruvius Morrison recibieron el encargo de construir una mansión de estilo neotudor que incorporara la mansión original del siglo XVII. El resultado fue un gran edificio, con una entrada orientada al norte y una cúpula, tras la cual se agrupaban varias alas formando un cuadrángulo irregular alrededor de un patio central. El interior de la casa originalmente contaba con elaboradas chimeneas de Giacinto Micali, damasco de seda carmesí de Spitalfields, vidrieras de John Milner, un techo abovedado de Henry Popje y un techo de salón de Simon Gilligan. Una torre del reloj en el patio delantero alberga un reloj de agua diseñado y construido por Reginald Brabazon, decimotercer conde de Meath, con un péndulo accionado por un chorro de agua.
Reginald Brabazon, duodécimo conde de Meath, concedió el uso extensivo del terreno al movimiento escultista para acampar, y la Asociación Scout de Irlanda estableció su base de entrenamiento en la finca de Giltspur Lodge. Baden Powell visitó la casa en 1928.
De 1952 a 1962, la casa fue reconstruida debido a una grave podredumbre seca. Los constructores demolieron cuidadosamente la fachada, numerando cada ladrillo, y reconstruyeron una nueva entrada. Algunas secciones de la casa, incluida la entrada principal y la cúpula originales, se perdieron y la remodeló Claud Phillimore,quien le sucedió en 1990 como barón Phillimore.

## Jardines

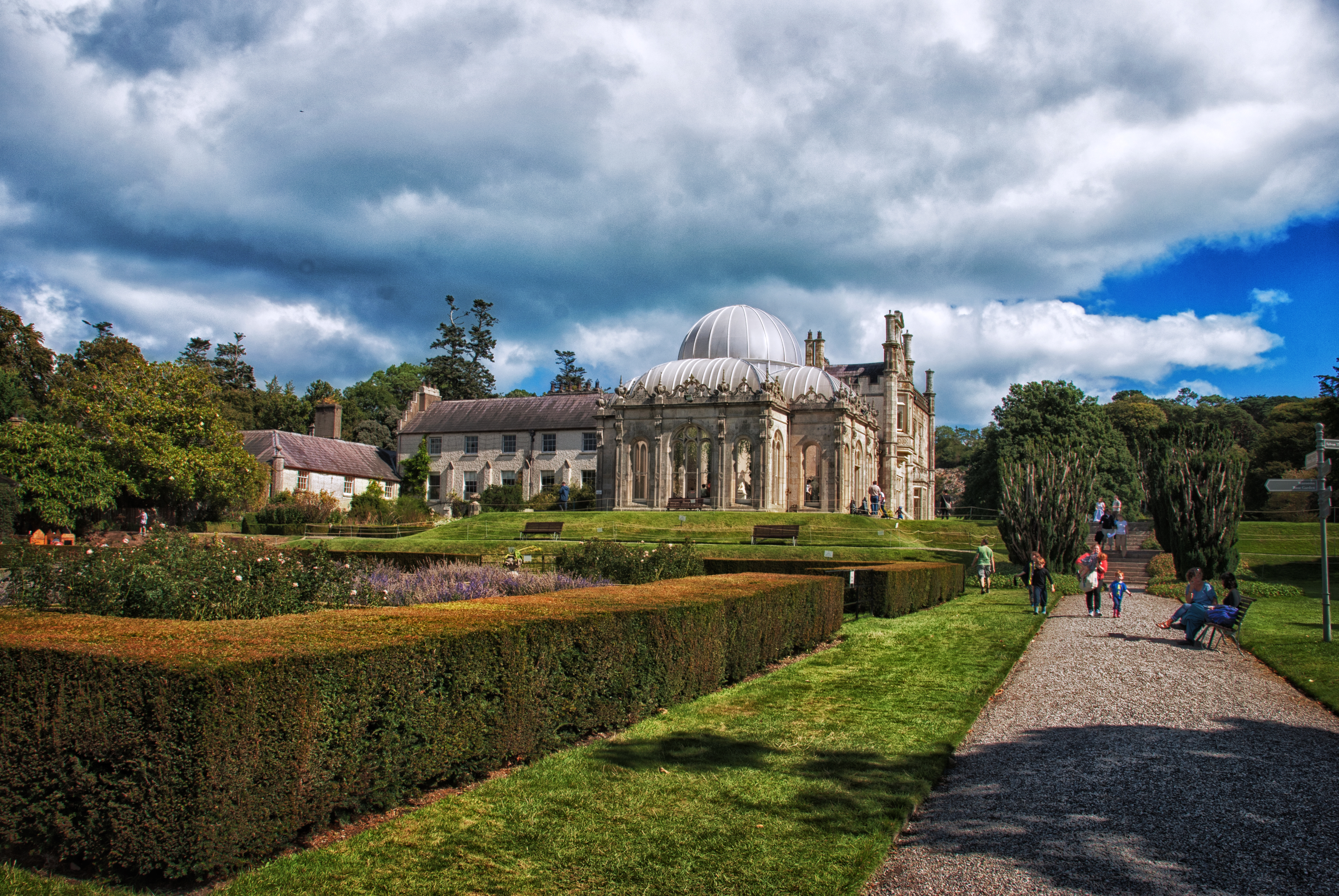
El lado occidental de la casa, que muestra el invernadero y algunos de los jardines formales.

Al pie del monte Giolspar, la finca cuenta con más de 320 hectáreas. En 1684, Monsieur Bonet fue contratado para construir los jardines, inspirados en los entonces populares Jardines Franceses de Versalles. La idea de los dos estanques reflectantes de 167 metros de largo surgió de los canales del Château de Courances, que abastecían de peces a la casa. Durante la propiedad del cuarto conde, también se construyeron una casa de verano, un jardín de recreo, un jardín de cerezos, un huerto, senderos de grava, una cancha de bolos, un jardín amurallado con árboles frutales, un ha-ha, avenidas, estanques, setos formales y un parque para ciervos.
En 1846, Daniel Robertson restauró los jardines para el undécimo conde. Se construyó un invernadero, diseñado por William Burn en la década de 1850.
En 1951, el decimocuarto conde y la condesa de Meath regresaron a la propiedad y se encontraron con la podredumbre seca en los edificios y los jardines descuidados. Sin jardinero durante muchos años, trabajaron gradualmente para restaurar los jardines ellos mismos. Abrieron la casa y los jardines al público.
En 2002, contaba con más de 90 acres de jardines con 3,5 millas de setos.